# Mary Wells
Mary Wells (Detroit, Michigan, 13 mei 1943 – Los Angeles, 26 juli 1992) was een Amerikaanse zangeres die aan de basis stond van het speciale Motowngeluid van het begin van 1960. Ze werd beschouwd als "de koningin van Motown", totdat ze in 1965 op het hoogtepunt van haar carrière bij het platenlabel vertrok.

## Loopbaan
Op 17-jarige leeftijd tekende Wells een contract met platenmaatschappij Motown Records. Ze was daarmee een van de eerste artiesten van het label die in 1962 een Top 10-hit bereikten op de Billboard Hot 100 met The One Who Really Loves You. Daarna volgde een lange reeks van hits, waaronder Two Lovers (1962) en het met een Grammy genomineerde You Beat Me To The Punch (1962), alle geschreven en geproduceerd door Smokey Robinson. Het grootste succes bereikte ze met de single My Guy (september 1964). Daarnaast zong ze duetten met Marvin Gaye (Once Upon A Time en What's The Matter With You Baby).
Het succes leidde echter tot grote problemen in de relatie tussen Wells en Motown Records. Wells, die het platencontract op 17-jarige leeftijd had getekend, was niet tevreden met het aandeel dat ze kreeg van de opbrengst van de hit My Guy, net zoals ze ongelukkig was dat Motown een groot deel van de opbrengsten gebruikte om een andere Motown-naam te promoten, The Supremes. Oprichter en eigenaar van Motown Berry Gordy probeerde te schikken met Wells, maar zonder succes. Begin 1965 won Wells een rechtszaak tegen Motown waarbij het platencontract werd ontbonden en ze een schadevergoeding van de platenmaatschappij ontving. Haar vriendin Brenda Holloway kwam vervolgens in aanmerking om haar op te volgen als "Queen of Motown". Zij kreeg de songs die oorspronkelijk voor Mary Wells bestemd waren, maar al snel kreeg ze met Gordy dezelfde problemen.
Wells verhuisde daarna naar 20th Century Fox, maar behaalde maar kleine hits met deze maatschappij. Wells, die in deze periode ook worstelde met tuberculose, had nog wel een Top 40 hit met Use Your Head. In de late jaren 1960 stond ze onder contract bij verscheidene platenmaatschappijen, maar met bescheiden succes. In 1972 herperste Tamla-Motown My Guy, dat opnieuw een hit werd in Engeland, waar de single de nummer 15 positie bereikte in de hitlijsten. Wells verscheen daar voor het eerst in de populaire tv-show Britain's Top of the Pops. Na het nieuwe succes trok Wells zich in 1974 weer terug als muzikant om zich te concentreren op haar gezin.
Ze hervatte haar loopbaan in 1981, toen ze een hit bereikte met de disco single Gigolo die de nummer 2 positie in de disco charts bereikte.

## Privéleven
Wells was van 1960 tot 1963 getrouwd met zanger Herman Griffin (1936-1989). Daarna had ze korte relaties met Otis Williams (leider van The Temptations) en Wilson Pickett. Van 1966 tot 1976 was ze getrouwd met zanger Cecil Womack. Met hem kreeg ze drie kinderen. Na haar scheiding had ze tot 1990 een relatie met Curtis Womack, een broer van Cecil. Uit deze relatie kwam één kind voort. Muziekproducent Meech Wells is een van haar kinderen.
In 1990 werd ze gediagnosticeerd met strottenhoofdkanker. Omdat ze onverzekerd was en geen geld had om de dure behandelingen te betalen, werd ze door voormalige Motowncollega's, onder wie Diana Ross, Mary Wilson, Martha Reeves, Otis Williams en Stevie Wonder en andere bewonderaars als Anita Baker, Dionne Warwick, Rod Stewart, Bruce Springsteen, Aretha Franklin, Little Richard and Bonnie Raitt ondersteund met donaties en benefietconcerten. In 1991 werd een schikking getroffen met Motown-eigenaar Gordy, waarbij Wells een groot bedrag aan achterstallige royalty's kreeg uitbetaald. In 1992 stierf ze op 49-jarige leeftijd aan haar ziekte. Smokey Robinson sprak de grafrede uit.

## NPO Radio 2 Top 2000
| Nummer met noteringen in de NPO Radio 2 Top 2000 | '99  | '00  |
| ------------------------------------------------ | ---- | ---- |
| My guy                                           | 1949 | 1943 |

1. ↑  Een vetgedrukt getal geeft de hoogste notering aan.
2. ↑  Deze tabel is bijgewerkt tot en met de laatste editie (2024).